# Granger (Indiana)
Granger est une census-designated place située dans le comté de Saint Joseph, dans l’État de l'Indiana, aux États-Unis. Lors du recensement de 2020, elle compte 30 337 habitants.